# Phaonia oxystomodes
Phaonia oxystomodes är en tvåvingeart som beskrevs av Fritz Isidore van Emden 1965. Phaonia oxystomodes ingår i släktet Phaonia och familjen husflugor. Inga underarter finns listade i Catalogue of Life.